# Branford Price Millar Könyvtár
A Branford Price Millar Könyvtár (angolul: Branford Price Millar Library) a Portlandi Állami Egyetem könyvtára az Amerikai Egyesült Államok Oregon államának Portland városában. Gyűjteménye több mint egymillió kötetből áll.

## Története
Az egyetem első könyvtára 1959-ben, Branford Millar rektor regnálása alatt nyílt meg. 1962-ben fogadta az egymilliomodik látogatót, 1968-ban pedig felvette a rektor nevét.
1989 augusztusában Oregon állam finanszírozásával 11 millió dolláros felújítás kezdődött; a Skidmore, Owings and Merrill által tervezett bővítés kivitelezője a Wildish Building Company volt. A South Park Blocks felőli oldalon üvegfalat építettek, emellett átalakították a korábbi épületet is. A 6700 négyzetméteres új létesítmény 1991-ben készült el, és az év augusztusában adták át. Ekkor a könyvtár gyűjteménye 850 ezer dokumentumból állt.
1992-ben az agglomeráció elektronikus kölcsönzési hálózatának tagja lett. 1997-ben egy korábbi alkalmazottat kétszázezer dolláros sikkasztással vádoltak. Az 1890 körül Joseph Franklin Watson által ültetett bükkfát 1995-ben Portland városa védetté nyilvánította. A fa körbeépítése 1986 március-április körül a Skidmore, Owings and Merrill, az egyetemi könyvtárbővítési bizottság, az egyetemi polgárok és a városi erdészet közös döntése volt.
2001-ben 2,8 millió dollárból infrastruktúra-fejlesztést hajtottak végre és kicserélték a bútorokat. Az átalakítást a szövetségi és állami kormányzat mellett adományokból finanszírozták.
2005-ben elindult a földhivatali dokumentumokat tartalmazó fenntarthatósági közösségi digitális könyvtár. 2007-ig a régió egyetlen tárolókönyvtára volt, azóta három másik is megkapta a rangot.

## Épülete
A hatszintes épület keleti oldala üvegből áll (többi fala tégla), és ívével az 1800-as években ültetett bükkfát öleli körbe. Tanulószobák és számítógépes laborok mellett itt található az iskolai levéltár székhelye is. Egy egész utcablokkot elfoglaló 18 085,9 m2-es területével a portlandi agglomeráció legnagyobb felsőoktatási könyvtára.

## Gyűjteménye
Nyomtatott gyűjteménye 1,4 millió dokumentumból áll, évente 162 ezren kölcsönöznek; a 2014–15-ös tanévben 1 076 571 látogatója volt. A Hanford és Trojan erőművekről is található itt információ. Szövetségi tárolókönyvtár, emellett az Orbis Cascade Szövetség tagja. A Dark Horse Comics gyűjteményében az általuk publikált képregényekből és bábukból 2-2 példány található meg.
A könyvtár üzemelteti a PDXScholar repozitóriumot.

## Fordítás
- Ez a szócikk részben vagy egészben  a   Branford Price Millar Library című angol Wikipédia-szócikk ezen változatának fordításán alapul.  Az eredeti cikk szerkesztőit annak laptörténete sorolja fel. Ez a jelzés csupán a megfogalmazás eredetét és a szerzői jogokat jelzi, nem szolgál a cikkben szereplő információk forrásmegjelöléseként.